# Јасутаро Мацуки
Јасутаро Мацуки (јап. 松木 安太郎; 28. новембар 1957) бивши је јапански фудбалер.

## Каријера
Током каријере је играо за Јомиури.

## Репрезентација
За репрезентацију Јапана дебитовао је 1984. године. За тај тим је одиграо 11 утакмица.

## Статистика
| Јапан  | Јапан   | Јапан  |
| Година | Наступи | Голови |
| ------ | ------- | ------ |
| 1984.  | 3       | 0      |
| 1985.  | 6       | 0      |
| 1986.  | 2       | 0      |
| Укупно | 11      | 0      |